# Gaydar
O Gaydar (uma junção das palavras gay e radar) é um coloquialismo que se refere à capacidade intuitiva de uma pessoa de avaliar a orientação sexual de outros indivíduos como gay, bissexual ou heterossexual. O gaydar baseia-se principalmente na adesão a estereótipos relacionados a comportamentos sociais e formas de se comportar, como a maneira de falar, se movimentar, se vestir, o tipo de profissão e de gostos pessoais.
A detecção da orientação sexual por aparência ou comportamento exterior é frequentemente desafiada por situações em que homens gays másculos não agem de forma estereotipicamente "gay", ou por homens metrossexuais (independentemente da sexualidade) que podem apresentar um estilo de vida, atenção ao corpo, à moda, e aos cuidados estéticos que normalmente estão associados à homossexualidade.

## Aparelho eletrônico
No início dos anos 2000, um dispositivo eletrônico baseado no dispositivo japonês de relacionamento sem fio Lovegety foi comercializado como 'Gaydar' e amplamente divulgado na mídia. Era um dispositivo do tamanho de um chaveiro que enviava um sinal sem fio, alertando o usuário por meio de uma vibração, bip ou flash quando um dispositivo semelhante estava dentro de 12 m (40 pés) de distância. Isso permitia que o usuário soubesse que uma pessoa com os mesmos gostos e opiniões estava por perto.

## Inteligência artificial
Em 2017, pesquisadores afirmaram que um algoritmo de inteligência artificial (IA) poderia identificar corretamente a orientação sexual em 81% dos casos testados para homens e 74% em mulheres, (91% e 83%, respectivamente, usando cinco imagens de cada sujeito) apenas revendo um punhado de fotos de perfis em websites de namoro online.
No início de 2018, outros pesquisadores, entre os quais dois especialistas em IA trabalhando na Google (um dos dois em reconhecimento facial), divulgaram um estudo contraditório baseado em uma pesquisa com 8.000 americanos usando a plataforma de crowdsourcing Mechanical da Amazon. A pesquisa rendeu muitas características que ajudam a revelar a orientação sexual dos entrevistados como gays ou heterossexuais a partir de uma série de perguntas cujas respostas são sim ou não. Essas características tinham menos a ver com morfologia do que com aparência, apresentação e estilo de vida (maquiagem, pelos faciais, óculos, ângulo de selfie e etc).